# Tetragoneuria canis
Tetragoneuria canis е вид водно конче от семейство Corduliidae. Видът не е застрашен от изчезване.

## Разпространение
Разпространен е в Канада (Албърта, Британска Колумбия, Квебек, Манитоба, Нова Скотия, Ню Брънзуик, Онтарио, Остров Принц Едуард и Саскачеван) и САЩ (Вашингтон, Вирджиния, Върмонт, Западна Вирджиния, Калифорния, Кънектикът, Масачузетс, Мейн, Мериленд, Минесота, Мичиган, Ню Джърси, Ню Йорк, Ню Хампшър, Орегон, Охайо, Пенсилвания, Род Айлънд и Уисконсин).

## Описание
Популацията на вида е стабилна.